# Нижняя Сатка
Нижняя Сатка — посёлок в Саткинском районе Челябинской области России. Входит в состав Саткинского городского поселения.

## География
Находится на левом берегу реки Большой Сатки, в 11 км к северу от районного центра города Сатки. Расположен на высоте 398 метров над уровнем моря.

## Население
| 2002 | 2010 |
| ---- | ---- |
| 78   | ↗121 |

По данным Всероссийской переписи, в 2010 году численность населения посёлка составляла 121 человека (64 мужчины и 57 женщин).

## Уличная сеть
Уличная сеть посёлка состоит из 2 улиц: Левобережной и  Мостовой.